# 최용술
최용술(崔龍述, 영어: Choi Yong sool, 일본어: 吉田朝男, 1899년 7월 21일 ~ 1986년 10월 27일)은 대한민국의 무술가, 한국의 합기도 창시자이다.
그는 오늘날 충청북도에서 태어나 여덟 살 때 일본 본국으로 끌려갔다. 나중에 다케다 소카쿠의 제자가 되었고, 일본에 있는 동안 대동류합기유술로 알려진 유술의 한 형태를 공부했다고 말했다.  제2차 세계대전이 끝난 후에는 한국으로 돌아와 1948년 첫 제자 서복섭의 아버지가 소유한 양조장에서 자신의 기술을 가르치기 시작했다. 그는 처음에 자신의 무술을 "유술" 또는 "야와라"라고 불렀고 나중에 "유권술; 柔拳術"로 바꾸고 "합기유권술"로 변경했고 나중에는 합기도로 명명했다.
최용술은 "길을 지키는 자"를 뜻하는 도주(道主)와 창시자(創始者)라는 칭호를 받았다. 합기도, 현대 무술, 국술원, 한풀과 같은 무술들은 모두 최용수의 가르침의 영향을 보인다.